# Alla mot alla med Filip och Fredrik
Alla mot alla med Filip och Fredrik är ett svenskt TV-program på Kanal 5 som hade premiär den 4 mars 2019 med Filip Hammar och Fredrik Wikingsson som programledare och domare. Det har delvis lånat formatet från SVT-programmet På spåret, men beskrivs av programledarna som en ”punkigare” version. Serien avslutades 2025 efter 12 säsonger.
Programidén kom efter att programledarna Filip och Fredrik, som själva älskar kunskapstävlingar, ville göra en egen frågesportshow. ”Allmänbildningen kommer självklart att stå i centrum men vägen fram till själva frågorna blir roligare än man kanske är van vid”, förklarade Fredrik Wikingsson programmet inför premiären. I varje program tävlar två tvåmannalag som försöker svara rätt på såväl rena kunskapsfrågor som flervalsfrågor.
Programmet vann Kristallen 2019 och 2022 i kategorin Årets underhållningsprogram.

## Tävlingsregler
Varje säsong tävlar 16 lag, som är uppdelade i två grupper med vardera 8 lag. Tävlingen går ut på att alla lag i en grupp möter varandra i matcher.

### Match
En match spelas mellan två lag, som samlar poäng genom att svara rätt på olika frågor.
Om båda lagen har samma poäng vid ordinarie matchslut så följer en utslagsfråga. Om även utslagsfrågan slutar oavgjord så får båda lagen räkna matchen som seger.

### Tabellställning
I tabellen räknas i första hand antal vunna matcher.
Om två lag har lika många vunna matcher så avgör lagens inbördes möte vilket lag som hamnar före i tabellen.
Om fler än två lag har lika många vunna matcher och inte kan skiljas åt genom inbördes möten så hamnar laget med högst sammanlagd matchpoäng först i tabellen.

### Slutspel
De fyra första lagen i gruppen går vidare till slutspel, som består av utslagsmatcher i form av kvartsfinaler, semifinaler och final.
Ettan från ena gruppen möter fyran från andra gruppen, tvåan från ena gruppen möter trean från andra gruppen.
Ettan och tvåan från ena gruppen hamnar på samma slutspelshalva som trean och fyran från andra gruppen, vilket innebär att gruppvinnarna inte kan mötas förrän i final.

## Vinnare
| Säsong    | Vinnare                                 | Tvåa                                  |
| --------- | --------------------------------------- | ------------------------------------- |
| Vår 2019  | Hanna Hellquist och Ebbot Lundberg      | Erik ”Jerka” Johansson och Emma Molin |
| Höst 2019 | Suzanne Axell och David Sundin          | E-Type och Olof Lundh                 |
| Vår 2020  | Erik Haag och Lotta Lundgren            | Gry Forssell och Mikael Tornving      |
| Höst 2020 | Erik Haag och Lotta Lundgren            | Markus Krunegård och Emma Molin       |
| Vår 2021  | Josefin Johansson och Jesper Rönndahl   | Gry Forssell och Micke Tornving       |
| Höst 2021 | Hanna Hellquist och Jonatan Unge        | Ebba Kleberg von Sydow och Olof Lundh |
| Vår 2022  | Annika Lantz och Johar Bendjelloul      | David Batra och Anna Kinberg Batra    |
| Höst 2022 | Ebba Kleberg von Sydow och Olof Lundh   | Annika Lantz och Johar Bendjelloul    |
| Vår 2023  | Erik Haag och Lotta Lundgren            | Emma Knyckare och Ola Söderholm       |
| Höst 2023 | Annika Lantz och Johar Bendjelloul      | Ebba Kleberg von Sydow och Olof Lundh |
| Vår 2024  | Erik Haag och Ebba Kleberg von Sydow    | Magnus Betnér och Jennifer Kücükaslan |
| Vår 2025  | Ola Söderholm och Malin Persson-Giolito | Olof Lundh och Gusten Dahlin          |

## Säsonger

### Säsong 1 - vår 2019
Premiärprogrammet av säsong 1 sågs av 197 000.
| Tävlande par                          | Vinster | Förluster | Poäng |
| ------------------------------------- | ------- | --------- | ----- |
| Erik ”Jerka” Johansson och Emma Molin | 5       | 1         | 145   |
| Ebbot Lundberg och Hanna Hellquist    | 4       | 2         | 144   |
| Martina Haag och Olof Lundh           | 3       | 3         | 137   |
| Alexander Kronlund och Åsa Linderborg | 3       | 3         | 134   |
| Rickard Olsson och Emma Frans         | 3       | 3         | 126   |
| Alex Schulman och Amanda Schulman     | 3       | 3         | 125   |
| Camilla Läckberg och Christina Saliba | 0       | 6         | 106   |

Slutspel
|  | Semifinal         | Semifinal                           | Semifinal  |                                     |             | Final                            | Final | Final |  |
|  |                   |                                     |            |                                     |             |                                  |       |       |  |
|  | Tabellplacering 3 | Martina Haag & Olof Lundh           | 23         |                                     |             |                                  |       |       |  |
|  | Tabellplacering 3 | Martina Haag & Olof Lundh           | 23         |                                     |             |                                  |       |       |  |
|  | Tabellplacering 2 | Ebbot Lundberg & Hanna Hellquist    | 31         |                                     |             |                                  |       |       |  |
|  | Tabellplacering 2 | Ebbot Lundberg & Hanna Hellquist    | 31         |                                     | Semifinal 1 | Ebbot Lundberg & Hanna Hellquist | 31    |       |  |
|  |                   |                                     |            |                                     | Semifinal 1 | Ebbot Lundberg & Hanna Hellquist | 31    |       |  |
|  |                   |                                     | Semfinal 2 | Erik ”Jerka” Johansson & Emma Molin | 26          |                                  |       |       |  |
|  | Tabellplacering 1 | Erik ”Jerka” Johansson & Emma Molin | Semfinal 2 | Erik ”Jerka” Johansson & Emma Molin | 26          | 32                               |       |       |  |
|  | Tabellplacering 1 | Erik ”Jerka” Johansson & Emma Molin |            |                                     |             |                                  |       |       |  |
|  | Tabellplacering 4 | Alexander Kronlund & Åsa Linderborg | 23         |                                     |             |                                  |       |       |  |

### Säsong 2 - höst 2019
Andra säsongen spelades in i två omgångar. Till skillnad från säsong 1 bestod säsong 2 av 60 avsnitt i stället för 24. 16 lag delades upp i två grupper om 8 lag, där alla tävlade mot alla om två semifinalplatser. Finalen var förlängd till två avsnitt.
Första gruppen spelades in i juni 2019 med premiär i augusti 2019.
| Tävlande par                            | Vinster | Förluster | Poäng |
| --------------------------------------- | ------- | --------- | ----- |
| Jonas Eriksson och Dominika Peczynski   | 6       | 1         | 208   |
| David Sundin och Suzanne Axell          | 5       | 2         | 168   |
| Maria Wetterstrand och Pontus Gårdinger | 4       | 3         | 176   |
| Erik ”Jerka” Johansson och Emma Molin   | 4       | 3         | 172   |
| Gry Forsell och Thomas Bodström         | 4       | 3         | 171   |
| Hasse Aro och Martina Haag              | 3       | 4         | 159   |
| Karin Magnusson och Rickard Olsson      | 2       | 5         | 174   |
| Janne Josefsson och Cecilia Frode       | 0       | 7         | 79    |

Andra gruppen spelades in i september 2019 med premiär i oktober 2019.
| Tävlande par                        | Vinster | Förluster | Poäng |
| ----------------------------------- | ------- | --------- | ----- |
| Hanna Hellquist och Ebbot Lundberg  | 7       | 0         | 187   |
| Olof Lundh och E-Type               | 6       | 1         | 178   |
| Linnea Wikblad och Claes Elfsberg   | 4       | 3         | 189   |
| Klara Doktorow och Mikael Sandström | 4       | 3         | 174   |
| Titti Schultz och Özz Nujen         | 3       | 4         | 184   |
| Hanna Dorsin och Edward Blom        | 2       | 5         | 184   |
| Amanda Schulman och Alex Schulman   | 2       | 5         | 180   |
| Karin Laserow och Peter Magnusson   | 0       | 7         | 156   |

Slutspel
|  | Semifinal | Semifinal                           | Semifinal  |                              |             | Final               | Final | Final |  |
|  |           |                                     |            |                              |             |                     |       |       |  |
|  | Grupp 1 1 | Jonas Eriksson & Dominika Peczynski | 25         |                              |             |                     |       |       |  |
|  | Grupp 1 1 | Jonas Eriksson & Dominika Peczynski | 25         |                              |             |                     |       |       |  |
|  | Grupp 2 2 | Olof Lundh & E-Type                 | 30         |                              |             |                     |       |       |  |
|  | Grupp 2 2 | Olof Lundh & E-Type                 | 30         |                              | Semifinal 1 | Olof Lundh & E-Type | 50    |       |  |
|  |           |                                     |            |                              | Semifinal 1 | Olof Lundh & E-Type | 50    |       |  |
|  |           |                                     | Semfinal 2 | David Sundin & Suzanne Axell | 68          |                     |       |       |  |
|  | Grupp 1 2 | David Sundin & Suzanne Axell        | Semfinal 2 | David Sundin & Suzanne Axell | 68          | 35                  |       |       |  |
|  | Grupp 1 2 | David Sundin & Suzanne Axell        |            |                              |             |                     |       |       |  |
|  | Grupp 2 1 | Hanna Hellquist & Ebbot Lundberg    | 27         |                              |             |                     |       |       |  |

### Säsong 3 - vår 2020
I tredje säsongen deltog 16 lag uppdelade i två grupper om 8 lag, där alla tävlade mot alla om två semifinalplatser. Premiären sändes den 13 januari 2020.
| Tävlande par                             | Vinster | Förluster | Poäng |
| ---------------------------------------- | ------- | --------- | ----- |
| Ebba Kleberg von Sydow och Sven Melander | 6       | 1         | 203   |
| Lars Lerin och Hanna Hellquist           | 6       | 1         | 191   |
| Karin Magnusson och Anders Lundin        | 5       | 2         | 157   |
| Christine Meltzer och Peter Magnusson    | 4       | 3         | 158   |
| Nisse Hallberg och Suzanne Axell         | 3       | 4         | 183   |
| Caroline Winberg och Pontus Gårdinger    | 3       | 4         | 151   |
| Kalle Moraeus och Kakan Hermansson       | 1       | 6         | 129   |
| Janne Josefsson och Cecilia Frode        | 0       | 7         | 81    |

| Tävlande par                        | Vinster | Förluster | Poäng |
| ----------------------------------- | ------- | --------- | ----- |
| Gry Forssell och Mikael Tornving    | 7       | 0         | 190   |
| Lotta Lundgren och Erik Haag        | 6       | 1         | 204   |
| Emma Molin och Sigge Eklund         | 5       | 2         | 176   |
| Lina Thomsgård och Edward af Sillén | 3       | 4         | 166   |
| Olof Lundh och Kattis Ahlström      | 3       | 4         | 164   |
| Jessika Gedin och Kodjo Akolor      | 3       | 4         | 161   |
| Robin Paulsson och Marika Carlsson  | 1       | 6         | 116   |
| William Spetz och Anna Granath      | 0       | 7         | 110   |

Slutspel
|  | Semifinal | Semifinal                              | Semifinal  |                            |             | Final                          | Final | Final |  |
|  |           |                                        |            |                            |             |                                |       |       |  |
|  | Grupp 1 2 | Lars Lerin & Hanna Hellquist           | 20         |                            |             |                                |       |       |  |
|  | Grupp 1 2 | Lars Lerin & Hanna Hellquist           | 20         |                            |             |                                |       |       |  |
|  | Grupp 2 1 | Gry Forssell & Mikael Tornving         | 22         |                            |             |                                |       |       |  |
|  | Grupp 2 1 | Gry Forssell & Mikael Tornving         | 22         |                            | Semifinal 1 | Gry Forssell & Mikael Tornving | 53    |       |  |
|  |           |                                        |            |                            | Semifinal 1 | Gry Forssell & Mikael Tornving | 53    |       |  |
|  |           |                                        | Semfinal 2 | Lotta Lundgren & Erik Haag | 63          |                                |       |       |  |
|  | Grupp 1 1 | Ebba Kleberg von Sydow & Sven Melander | Semfinal 2 | Lotta Lundgren & Erik Haag | 63          | 29                             |       |       |  |
|  | Grupp 1 1 | Ebba Kleberg von Sydow & Sven Melander |            |                            |             |                                |       |       |  |
|  | Grupp 2 2 | Lotta Lundgren & Erik Haag             | 36         |                            |             |                                |       |       |  |

### Säsong 4 - höst 2020
I den fjärde säsongen deltog 16 lag uppdelade i två åttalagsgrupper där alla mötte alla. Placeringarna avgjordes i tur och ordning av antal vunna matcher, inbördes möte och totalpoäng. De fyra bästa i varje grupp gick vidare till slutspel, som nu hade utökats med kvartsfinaler. Säsong 4 hade premiär den 24 augusti 2020 och antalet avsnitt var 64. I finalen möttes Erik Haag och Lotta Lundgren i ena laget och Emma Molin och Markus Krunegård i det andra. Matchen slutade oavgjort och det krävdes två utslagsfrågor för att skilja finalisterna åt: ”Hur gammal var Olof Palme när han dog?” och ”Vad hade president Kennedy för ordningsnummer?”. Båda lagen klarade den första frågan, men Haag och Lundgren svarade rätt även på den andra och vann finalen.
| Tävlande par                       | Antal spelade matcher | Vinster | Förluster | Poäng |
| ---------------------------------- | --------------------- | ------- | --------- | ----- |
| Lotta Lundgren och Erik Haag       | 7                     | 7       | 0         | 192   |
| Emma Molin och Markus Krunegård    | 7                     | 6       | 1         | 160   |
| Lina Thomsgård och Klas Åhlund     | 7                     | 4       | 3         | 149   |
| Sarah Dawn Finer och Peter Settman | 7                     | 4       | 3         | 149   |
| Annika Lantz och Björn Ranelid     | 7                     | 4       | 3         | 131   |
| Amie Bramme Sey och Tareq Taylor   | 7                     | 2       | 5         | 125   |
| Janne Josefsson och Cecilia Frode  | 7                     | 1       | 6         | 75    |
| Per Morberg och Liza Morberg       | 7                     | 0       | 7         | 99    |

| Tävlande par                             | Antal spelade matcher | Vinster | Förluster | Poäng |
| ---------------------------------------- | --------------------- | ------- | --------- | ----- |
| Gry Forssell och Mikael Tornving         | 7                     | 5       | 2         | 177   |
| Alex Schulman och Jan Guillou            | 7                     | 4       | 3         | 165   |
| Karin Magnusson och Anders Lundin        | 7                     | 4       | 3         | 162   |
| Ebba Kleberg von Sydow och Olof Lundh    | 7                     | 4       | 3         | 157   |
| Nike Nylander och Anders Holmberg        | 7                     | 3       | 4         | 153   |
| Kakan Hermansson och Jonas Gardell       | 7                     | 3       | 4         | 151   |
| Christine Meltzer och Peter Magnusson    | 7                     | 3       | 4         | 144   |
| Josefin Johansson och Alexander Kronlund | 7                     | 2       | 5         | 173   |

1. ↑  Alexander Kronlund fick förhinder de sista tre matcherna och ersattes av Titti Schultz.

Slutspel
|  | Kvartsfinal | Kvartsfinal                         | Kvartsfinal   |                               |               | Semifinal                      | Semifinal            | Semifinal |  |  | Final | Final | Final |  |
|  |             |                                     |               |                               |               |                                |                      |           |  |  |       |       |       |  |
|  | Grupp 2 4   | Ebba Kleberg von Sydow & Olof Lundh | 20            |                               |               |                                |                      |           |  |  |       |       |       |  |
|  | Grupp 2 4   | Ebba Kleberg von Sydow & Olof Lundh | 20            |                               |               |                                |                      |           |  |  |       |       |       |  |
|  | Grupp 1 1   | Erik Haag & Lotta Lundgren          | 27            |                               |               |                                |                      |           |  |  |       |       |       |  |
|  | Grupp 1 1   | Erik Haag & Lotta Lundgren          | 27            |                               | Kvartsfinal 2 | Erik Haag & Lotta Lundgren     | 27                   |           |  |  |       |       |       |  |
|  |             |                                     |               |                               | Kvartsfinal 2 | Erik Haag & Lotta Lundgren     | 27                   |           |  |  |       |       |       |  |
|  |             |                                     | Kvartsfinal 3 | Alex Schulman & Jan Guillou   | 24            |                                |                      |           |  |  |       |       |       |  |
|  | Grupp 2 2   | Alex Schulman & Jan Guillou         | Kvartsfinal 3 | Alex Schulman & Jan Guillou   | 24            | 24                             |                      |           |  |  |       |       |       |  |
|  | Grupp 2 2   | Alex Schulman & Jan Guillou         |               |                               |               |                                |                      |           |  |  |       |       |       |  |
|  | Grupp 1 3   | Lina Thomsgård & Klas Åhlund        | 22            |                               |               |                                |                      |           |  |  |       |       |       |  |
|  | Grupp 1 3   | Lina Thomsgård & Klas Åhlund        | 22            |                               | Semifinal 1   | Erik Haag & Lotta Lundgren     | 31 (2) utslagsfrågor |           |  |  |       |       |       |  |
|  |             |                                     |               |                               |               |                                |                      |           |  |  |       |       |       |  |
|  |             |                                     | Semifinal 2   | Emma Molin & Markus Krunegård | 31 (1)        |                                |                      |           |  |  |       |       |       |  |
|  | Grupp 1 4   | Peter Settman & Sarah Dawn Finer    | Semifinal 2   | Emma Molin & Markus Krunegård | 31 (1)        | 14                             |                      |           |  |  |       |       |       |  |
|  | Grupp 1 4   | Peter Settman & Sarah Dawn Finer    |               |                               |               |                                |                      |           |  |  |       |       |       |  |
|  | Grupp 2 1   | Gry Forssell & Mikael Tornving      | 22            |                               |               |                                |                      |           |  |  |       |       |       |  |
|  | Grupp 2 1   | Gry Forssell & Mikael Tornving      | 22            |                               | Kvartsfinal 1 | Gry Forssell & Mikael Tornving | 18                   |           |  |  |       |       |       |  |
|  |             |                                     |               |                               | Kvartsfinal 1 | Gry Forssell & Mikael Tornving | 18                   |           |  |  |       |       |       |  |
|  |             |                                     | Kvartsfinal 4 | Emma Molin & Markus Krunegård | 21            |                                |                      |           |  |  |       |       |       |  |
|  | Grupp 1 2   | Emma Molin & Markus Krunegård       | Kvartsfinal 4 | Emma Molin & Markus Krunegård | 21            | 20                             |                      |           |  |  |       |       |       |  |
|  | Grupp 1 2   | Emma Molin & Markus Krunegård       |               |                               |               |                                |                      |           |  |  |       |       |       |  |
|  | Grupp 2 3   | Karin Magnusson & Anders Lundin     | 18            |                               |               |                                |                      |           |  |  |       |       |       |  |

### Säsong 5 – vår 2021
Grupp 1
| Plc. | Tävlande par                           | Antal spelade matcher | Vinster | Förluster | Poäng |
| ---- | -------------------------------------- | --------------------- | ------- | --------- | ----- |
| 1    | Jesper Rönndahl och Josefin Johansson  | 7                     | 6       | 1         | 167   |
| 2    | Micke Tornving och Gry Forssell        | 7                     | 6       | 1         | 158   |
| 3    | Niklas Strömstedt och Jenny Strömstedt | 7                     | 5       | 2         | 126   |
| 4    | Hanna Hellquist och Jonatan Unge       | 7                     | 5       | 2         | 167   |
| 5    | Liv Mjönes och Gustaf Hammarsten       | 7                     | 2       | 5         | 124   |
| 6    | Gudrun Schyman och Özz Nûjen           | 7                     | 2       | 5         | 103   |
| 7    | Janne Josefsson och Cecilia Frode      | 7                     | 2       | 5         | 65    |
| 8    | Staffan Lindeborg och Sarah Sjöström   | 7                     | 0       | 7         | 81    |

| Avsnitt | Sändningsdatum   | Tävlande lag     | Poäng |
| ------- | ---------------- | ---------------- | ----- |
| 1       | 1 februari 2021  | Hanna & Jonatan  | 26    |
| 1       | 1 februari 2021  | Josefin & Jesper | 24    |
| 2       | 2 februari 2021  | Staffan & Sarah  | 9     |
| 2       | 2 februari 2021  | Micke & Gry      | 23    |
| 3       | 3 februari 2021  | Liv & Gustaf     | 26    |
| 3       | 3 februari 2021  | Janne & Cecilia  | 10    |
| 4       | 4 februari 2021  | Josefin & Jesper | 22    |
| 4       | 4 februari 2021  | Staffan & Sarah  | 10    |
| 5       | 8 februari 2021  | Micke & Gry      | 26    |
| 5       | 8 februari 2021  | Janne & Cecilia  | 12    |
| 6       | 9 februari 2021  | Hanna & Jonatan  | 29    |
| 6       | 9 februari 2021  | Staffan & Sarah  | 20    |
| 7       | 10 februari 2021 | Josefin & Jesper | 24    |
| 7       | 10 februari 2021 | Janne & Cecilia  | 6     |
| 8       | 11 februari 2021 | Hanna & Jonatan  | 23    |
| 8       | 11 februari 2021 | Liv & Gustaf     | 18    |
| 9       | 15 februari 2021 | Micke & Gry      | 24    |
| 9       | 15 februari 2021 | Niklas & Jenny   | 23    |
| 10      | 16 februari 2021 | Jonatan & Hanna  | 26    |
| 10      | 16 februari 2021 | Cecilia & Janne  | 9     |
| 11      | 17 februari 2021 | Gudrun & Özz     | 19    |
| 11      | 17 februari 2021 | Liv & Gustaf     | 18    |
| 12      | 18 februari 2021 | Jonatan & Hanna  | 27    |
| 12      | 18 februari 2021 | Gudrun & Özz     | 21    |
| 13      | 22 februari 2021 | Staffan & Sarah  | 12    |
| 13      | 22 februari 2021 | Niklas & Jenny   | 23    |
| 14      | 23 februari 2021 | Jesper & Josefin | 26    |
| 14      | 23 februari 2021 | Liv & Gustaf     | 18    |
| 15      | 24 februari 2021 | Jonatan & Hanna  | 18    |
| 15      | 24 februari 2021 | Niklas & Jenny   | 19    |
| 16      | 25 februari 2021 | Gudrun & Özz     | 15    |
| 16      | 25 februari 2021 | Micke & Gry      | 21    |
| 17      | 1 mars 2021      | Sarah & Staffan  | 8     |
| 17      | 1 mars 2021      | Cecilia & Janne  | 9     |
| 18      | 2 mars 2021      | Cecilia & Janne  | 7     |
| 18      | 2 mars 2021      | Jenny & Niklas   | 20    |
| 19      | 3 mars 2021      | Hanna & Jonatan  | 18    |
| 19      | 3 mars 2021      | Micke & Gry      | 19    |
| 20      | 4 mars 2021      | Sarah & Staffan  | 7     |
| 20      | 4 mars 2021      | Gudrun & Özz     | 14    |
| 21      | 8 mars 2021      | Sarah & Staffan  | 14    |
| 21      | 8 mars 2021      | Liv & Gustaf     | 25    |
| 22      | 9 mars 2021      | Josefin & Jesper | 21    |
| 22      | 9 mars 2021      | Gudrun & Özz     | 13    |
| 23      | 10 mars 2021     | Gudrun & Özz     | 14    |
| 23      | 10 mars 2021     | Jenny & Niklas   | 16    |
| 24      | 11 mars 2021     | Micke & Gry      | 21    |
| 24      | 11 mars 2021     | Liv & Gustaf     | 7     |
| 25      | 15 mars 2021     | Josefin & Jesper | 29    |
| 25      | 15 mars 2021     | Micke & Gry      | 24    |
| 26      | 16 mars 2021     | Liv & Gustaf     | 12    |
| 26      | 16 mars 2021     | Jenny & Niklas   | 13    |
| 27      | 17 mars 2021     | Gudrun & Özz     | 7     |
| 27      | 17 mars 2021     | Cecilia & Janne  | 12    |
| 28      | 18 mars 2021     | Josefin & Jesper | 21    |
| 28      | 18 mars 2021     | Jenny & Niklas   | 12    |

Grupp2
| Plc. | Tävlande par                                | Antal spelade matcher | Vinster | Förluster | Poäng |
| ---- | ------------------------------------------- | --------------------- | ------- | --------- | ----- |
| 1    | Ebba Kleberg von Sydow och Olof Lundh       | 7                     | 6       | 1         | 135   |
| 2    | Erik ”Jerka” Johansson och Kakan Hermansson | 7                     | 5       | 2         | 123   |
| 3    | Anne Lundberg och Måns Nilsson              | 7                     | 5       | 2         | 145   |
| 4    | Nina Persson och John Ajvide Lindqvist      | 7                     | 4       | 3         | 140   |
| 5    | Henrik Schyffert och Petrina Solange        | 7                     | 4       | 3         | 118   |
| 6    | Jonas Gardell och Jason Diakité             | 7                     | 3       | 4         | 143   |
| 7    | Agneta Sjödin och Markus Aujalay            | 7                     | 1       | 6         | 107   |
| 8    | Marcus Birro och Mona Sahlin                | 7                     | 0       | 7         | 91    |

| Avsnitt | Sändningsdatum | Tävlande lag     | Poäng |
| ------- | -------------- | ---------------- | ----- |
| 29      | 22 mars 2021   | Nina & John      | 15    |
| 29      | 22 mars 2021   | Jonas & Jason    | 16    |
| 30      | 23 mars 2021   | Henrik & Petrina | 17    |
| 30      | 23 mars 2021   | Markus & Agneta  | 15    |
| 31      | 24 mars 2021   | Nina & John      | 18    |
| 31      | 24 mars 2021   | Marcus & Mona    | 16    |
| 32      | 25 mars 2021   | Marcus & Mona    | 9     |
| 32      | 25 mars 2021   | Petrina & Henrik | 10    |
| 33      | 29 mars 2021   | Ebba & Olof      | 19    |
| 33      | 29 mars 2021   | Jerka & Kakan    | 18    |
| 34      | 30 mars 2021   | Markus & Agneta  | 20    |
| 34      | 30 mars 2021   | Nina & John      | 26    |
| 35      | 31 mars 2021   | Henrik & Petrina | 17    |
| 35      | 31 mars 2021   | Anne & Måns      | 24    |
| 36      | 1 april 2021   | Ebba & Olof      | 20    |
| 36      | 1 april 2021   | Markus & Agneta  | 14    |
| 37      | 5 april 2021   | Marcus & Mona    | 24    |
| 37      | 5 april 2021   | Jonas & Jason    | 25    |
| 38      | 6 april 2021   | Nina & John      | 18    |
| 38      | 6 april 2021   | Ebba & Olof      | 19    |
| 39      | 7 april 2021   | Anne & Måns      | 26    |
| 39      | 7 april 2021   | Jonas & Jason    | 23    |
| 40      | 8 april 2021   | Jerka & Kakan    | 18    |
| 40      | 8 april 2021   | Markus & Agneta  | 16    |
| 41      | 12 april 2021  | Henrik & Petrina | 11    |
| 41      | 12 april 2021  | Ebba & Olof      | 20    |
| 42      | 13 april 2021  | Jerka & Kakan    | 17    |
| 42      | 13 april 2021  | Nina & John      | 14    |
| 43      | 14 april 2021  | Anne & Måns      | 21    |
| 43      | 14 april 2021  | Marcus & Mona    | 15    |
| 44      | 15 april 2021  | Markus & Agneta  | 18    |
| 44      | 15 april 2021  | Jonas & Jason    | 19    |
| 45      | 19 april 2021  | Marcus & Mona    | 2     |
| 45      | 19 april 2021  | Ebba & Olof      | 17    |
| 46      | 20 april 2021  | Henrik & Petrina | 25    |
| 46      | 20 april 2021  | Nina & John      | 26    |
| 47      | 21 april 2021  | Ebba & Olof      | 23    |
| 47      | 21 april 2021  | Jonas & Jason    | 21    |
| 48      | 22 april 2021  | Anne & Måns      | 16    |
| 48      | 22 april 2021  | Markus & Agneta  | 9     |
| 49      | 26 april 2021  | Marcus & Mona    | 10    |
| 49      | 26 april 2021  | Jerka & Kakan    | 11    |
| 50      | 27 april 2021  | Jerka & Kakan    | 15    |
| 50      | 27 april 2021  | Henrik & Petrina | 18    |
| 51      | 28 april 2021  | Marcus & Mona    | 15    |
| 51      | 28 april 2021  | Markus & Agneta  | 16    |
| 52      | 29 april 2021  | Ebba & Olof      | 17    |
| 52      | 29 april 2021  | Anne & Måns      | 21    |
| 53      | 3 maj 2021     | Jonas & Jason    | 24    |
| 53      | 3 maj 2021     | Jerka & Kakan    | 26    |
| 54      | 4 maj 2021     | Anne & Måns      | 17    |
| 54      | 4 maj 2021     | Jerka & Kakan    | 18    |
| 55      | 5 maj 2021     | Henrik & Petrina | 20    |
| 55      | 5 maj 2021     | Jonas & Jason    | 15    |
| 56      | 6 maj 2021     | Nina & John      | 23    |
| 56      | 6 maj 2021     | Anne & Måns      | 20    |

Slutspel
|  | Kvartsfinal | Kvartsfinal                               | Kvartsfinal   |                                      |               | Semifinal                           | Semifinal | Semifinal |  |  | Final | Final | Final |  |
|  |             |                                           |               |                                      |               |                                     |           |           |  |  |       |       |       |  |
|  | Grupp 1 1   | Jesper Rönndahl & Josefin Johansson       | 30            |                                      |               |                                     |           |           |  |  |       |       |       |  |
|  | Grupp 1 1   | Jesper Rönndahl & Josefin Johansson       | 30            |                                      |               |                                     |           |           |  |  |       |       |       |  |
|  | Grupp 2 4   | Nina Persson & John Ajvide Lindqvist      | 27            |                                      |               |                                     |           |           |  |  |       |       |       |  |
|  | Grupp 2 4   | Nina Persson & John Ajvide Lindqvist      | 27            |                                      | Kvartsfinal 1 | Jesper Rönndahl & Josefin Johansson | 24        |           |  |  |       |       |       |  |
|  |             |                                           |               |                                      | Kvartsfinal 1 | Jesper Rönndahl & Josefin Johansson | 24        |           |  |  |       |       |       |  |
|  |             |                                           | Kvartsfinal 2 | Jenny Strömstedt & Niklas Strömstedt | 21            |                                     |           |           |  |  |       |       |       |  |
|  | Grupp 1 3   | Jenny Strömstedt & Niklas Strömstedt      | Kvartsfinal 2 | Jenny Strömstedt & Niklas Strömstedt | 21            | 24                                  |           |           |  |  |       |       |       |  |
|  | Grupp 1 3   | Jenny Strömstedt & Niklas Strömstedt      |               |                                      |               |                                     |           |           |  |  |       |       |       |  |
|  | Grupp 2 2   | Erik ”Jerka” Johansson & Kakan Hermansson | 23            |                                      |               |                                     |           |           |  |  |       |       |       |  |
|  | Grupp 2 2   | Erik ”Jerka” Johansson & Kakan Hermansson | 23            |                                      | Semifinal 2   | Jesper Rönndahl & Josefin Johansson | 48        |           |  |  |       |       |       |  |
|  |             |                                           |               |                                      |               |                                     |           |           |  |  |       |       |       |  |
|  |             |                                           | Semifinal 1   | Micke Tornving & Gry Forssell        | 47            |                                     |           |           |  |  |       |       |       |  |
|  | Grupp 1 4   | Hanna Hellquist & Jonatan Unge            | Semifinal 1   | Micke Tornving & Gry Forssell        | 47            | 23                                  |           |           |  |  |       |       |       |  |
|  | Grupp 1 4   | Hanna Hellquist & Jonatan Unge            |               |                                      |               |                                     |           |           |  |  |       |       |       |  |
|  | Grupp 2 1   | Ebba von Sydow & Olof Lundh               | 22            |                                      |               |                                     |           |           |  |  |       |       |       |  |
|  | Grupp 2 1   | Ebba von Sydow & Olof Lundh               | 22            |                                      | Kvartsfinal 3 | Hanna Hellquist & Jonatan Unge      | 24        |           |  |  |       |       |       |  |
|  |             |                                           |               |                                      | Kvartsfinal 3 | Hanna Hellquist & Jonatan Unge      | 24        |           |  |  |       |       |       |  |
|  |             |                                           | Kvartsfinal 4 | Micke Tornving & Gry Forssell        | 26            |                                     |           |           |  |  |       |       |       |  |
|  | Grupp 1 2   | Micke Tornving & Gry Forssell             | Kvartsfinal 4 | Micke Tornving & Gry Forssell        | 26            | 23                                  |           |           |  |  |       |       |       |  |
|  | Grupp 1 2   | Micke Tornving & Gry Forssell             |               |                                      |               |                                     |           |           |  |  |       |       |       |  |
|  | Grupp 2 3   | Anne Lundberg & Måns Nilsson              | 17            |                                      |               |                                     |           |           |  |  |       |       |       |  |

### Säsong 6 – höst 2021
Grupp 1
| Plc. | Tävlande par                                | Antal spelade matcher | Vinster | Förluster | Poäng |
| ---- | ------------------------------------------- | --------------------- | ------- | --------- | ----- |
| 1    | Johar Bendjelloul och Alexandra Pascalidou  | 7                     | 7       | 0         | 159   |
| 2    | Josefin Johansson och Jesper Rönndahl       | 7                     | 5       | 2         | 177   |
| 3    | Nina Persson och John Ajvide Lindqvist      | 7                     | 5       | 2         | 155   |
| 4    | Erik ”Jerka” Johansson och Karin Pettersson | 7                     | 4       | 3         | 136   |
| 5    | Anders Lundin och Dominika Peczynski        | 7                     | 3       | 4         | 143   |
| 6    | Josefine Jinder och Pelle Almqvist          | 7                     | 2       | 5         | 121   |
| 7    | Hanna Dorsin och Björn Kjellman             | 7                     | 1       | 6         | 140   |
| 8    | Gustaf Hammarsten och Liv Mjönes            | 7                     | 1       | 6         | 112   |

| Avsnitt | Sändningsdatum            | Tävlande lag      | Poäng |
| ------- | ------------------------- | ----------------- | ----- |
| 1       | måndag 30 augusti 2021    | Jesper & Josefin  | 21    |
| 1       | måndag 30 augusti 2021    | Björn & Hanna     | 22    |
| 2       | tisdag 31 augusti 2021    | Liv & Gustaf      | 17    |
| 2       | tisdag 31 augusti 2021    | Dominika & Anders | 18    |
| 3       | onsdag 1 september 2021   | John & Nina       | 19    |
| 3       | onsdag 1 september 2021   | Josefine & Pelle  | 18    |
| 4       | torsdag 2 september 2021  | Johar & Alexandra | 24    |
| 4       | torsdag 2 september 2021  | Anders & Dominika | 22    |
| 5       | måndag 6 september 2021   | Liv & Gustaf      | 14    |
| 5       | måndag 6 september 2021   | Alexandra & Johar | 19    |
| 6       | tisdag 7 september 2021   | Jerka & Karin     | 23    |
| 6       | tisdag 7 september 2021   | Hanna & Björn     | 18    |
| 7       | onsdag 8 september 2021   | Gustaf & Liv      | 26    |
| 7       | onsdag 8 september 2021   | John & Nina       | 27    |
| 8       | torsdag 9 september 2021  | Jesper & Josefin  | 31    |
| 8       | torsdag 9 september 2021  | Anders & Dominika | 22    |
| 9       | måndag 13 september 2021  | Björn & Hanna     | 16    |
| 9       | måndag 13 september 2021  | Josefine & Pelle  | 20    |
| 10      | tisdag 14 september 2021  | Jesper & Josefin  | 29    |
| 10      | tisdag 14 september 2021  | Gustaf & Liv      | 13    |
| 11      | onsdag 15 september 2021  | Nina & John       | 21    |
| 11      | onsdag 15 september 2021  | Dominika & Anders | 19    |
| 12      | torsdag 16 september 2021 | Jerka & Karin     | 19    |
| 12      | torsdag 16 september 2021 | Liv & Gustaf      | 13    |
| 13      | måndag 20 september 2021  | Johar & Alexandra | 21    |
| 13      | måndag 20 september 2021  | Hanna & Björn     | 19    |
| 14      | tisdag 21 september 2021  | Liv & Gustaf      | 8     |
| 14      | tisdag 21 september 2021  | Josefine & Pelle  | 15    |
| 15      | onsdag 22 september 2021  | John & Nina       | 26    |
| 15      | onsdag 22 september 2021  | Hanna & Björn     | 24    |
| 16      | torsdag 23 september 2021 | Anders & Dominika | 20    |
| 16      | torsdag 23 september 2021 | Josefine & Pelle  | 15    |
| 17      | måndag 27 september 2021  | Karin & Jerka     | 18    |
| 17      | måndag 27 september 2021  | Josefine & Pelle  | 14    |
| 18      | tisdag 28 september 2021  | Gustaf & Liv      | 21    |
| 18      | tisdag 28 september 2021  | Hanna & Björn     | 14    |
| 19      | onsdag 29 september 2021  | Johar & Alexandra | 21    |
| 19      | onsdag 29 september 2021  | Jerka & Karin     | 18    |
| 20      | torsdag 30 september 2021 | Jesper & Josefin  | 23    |
| 20      | torsdag 30 september 2021 | Nina & John       | 21    |
| 21      | måndag 4 oktober 2021     | Jesper & Josefin  | 22    |
| 21      | måndag 4 oktober 2021     | Johar & Alexandra | 27    |
| 22      | tisdag 5 oktober 2021     | Johar & Alexandra | 22    |
| 22      | tisdag 5 oktober 2021     | Josefine & Pelle  | 18    |
| 23      | onsdag 6 oktober 2021     | John & Nina       | 19    |
| 23      | onsdag 6 oktober 2021     | Karin & Jerka     | 12    |
| 24      | torsdag 7 oktober 2021    | Josefine & Pelle  | 21    |
| 24      | torsdag 7 oktober 2021    | Josefin & Jesper  | 22    |
| 25      | 11 oktober 2021           | Björn & Hanna     | 17    |
| 25      | 11 oktober 2021           | Dominika & Anders | 26    |
| 26      | 12 oktober 2021           | Karin & Jerka     | 23    |
| 26      | 12 oktober 2021           | Josefin & Jesper  | 29    |
| 27      | 13 oktober 2021           | John & Nina       | 22    |
| 27      | 13 oktober 2021           | Alexandra & Johar | 25    |
| 28      | 14 oktober 2021           | Jerka & Karin     | 23    |
| 28      | 14 oktober 2021           | Dominika & Anders | 16    |

Grupp 2
| Plc. | Tävlande par                                    | Antal spelade matcher | Vinster | Förluster | Poäng |
| ---- | ----------------------------------------------- | --------------------- | ------- | --------- | ----- |
| 1    | Jonatan Unge och Hanna Hellquist                | 7                     | 7       | 0         | 166   |
| 2    | Olof Lundh och Ebba Kleberg von Sydow           | 7                     | 5       | 2         | 160   |
| 3    | David Batra och Anna Kinberg Batra              | 7                     | 5       | 2         | 160   |
| 4    | Mikael Tornving och Gry Forssell                | 7                     | 4       | 3         | 147   |
| 5    | Anne Lundberg och Anders Jansson                | 7                     | 2       | 5         | 135   |
| 6    | Anders ”Ankan” Johansson och Annie Reuterskiöld | 7                     | 2       | 5         | 121   |
| 7    | Olle Sarri och Petrina Solange                  | 7                     | 2       | 5         | 110   |
| 8    | Gert Wingårdh och Linnea Henriksson             | 7                     | 1       | 6         | 116   |

| Avsnitt | Sändningsdatum           | Tävlande lag    | Poäng |
| ------- | ------------------------ | --------------- | ----- |
| 29      | måndag 18 oktober 2021   | Gry & Micke     | 18    |
| 29      | måndag 18 oktober 2021   | David & Anna    | 21    |
| 30      | tisdag 19 oktober 2021   | Gert & Linnea   | 18    |
| 30      | tisdag 19 oktober 2021   | Petrina & Olle  | 19    |
| 31      | onsdag 20 oktober 2021   | Gry & Micke     | 21    |
| 31      | onsdag 20 oktober 2021   | Ebba & Olof     | 28    |
| 32      | torsdag 21 oktober 2021  | ”Ankan” & Annie | 19    |
| 32      | torsdag 21 oktober 2021  | Gert & Linnea   | 16    |
| 33      | måndag 25 oktober 2021   | David & Anna    | 23    |
| 33      | måndag 25 oktober 2021   | Ebba & Olof     | 25    |
| 34      | tisdag 26 oktober 2021   | Micke & Gry     | 25    |
| 34      | tisdag 26 oktober 2021   | Anne & Anders   | 19    |
| 35      | onsdag 27 oktober 2021   | Jonatan & Hanna | 21    |
| 35      | onsdag 27 oktober 2021   | David & Anna    | 20    |
| 36      | torsdag 28 oktober 2021  | Gert & Linnea   | 18    |
| 36      | torsdag 28 oktober 2021  | Ebba & Olof     | 16    |
| 37      | måndag 1 november 2021   | ”Ankan” & Annie | 11    |
| 37      | måndag 1 november 2021   | Ebba & Olof     | 19    |
| 38      | tisdag 2 november 2021   | Linnea & Gert   | 20    |
| 38      | tisdag 2 november 2021   | Micke & Gry     | 22    |
| 39      | onsdag 3 november 2021   | Anne & Anders   | 18    |
| 39      | onsdag 3 november 2021   | Petrina & Olle  | 12    |
| 40      | torsdag 4 november 2021  | Linnea & Gert   | 11    |
| 40      | torsdag 4 november 2021  | David & Anna    | 26    |
| 41      | måndag 8 november 2021   | Anne & Anders   | 21    |
| 41      | måndag 8 november 2021   | David & Anna    | 25    |
| 42      | tisdag 9 november 2021   | Petrina & Olle  | '15   |
| 42      | tisdag 9 november 2021   | David & Anna    | 24    |
| 43      | onsdag 10 november 2021  | Anne & Anders   | 18    |
| 43      | onsdag 10 november 2021  | Ebba & Olof     | 25    |
| 44      | torsdag 11 november 2021 | Petrina & Olle  | 14    |
| 44      | torsdag 11 november 2021 | Ebba & Olof     | 24    |
| 45      | måndag 15 november 2021  | Linnea & Gert   | 17    |
| 45      | måndag 15 november 2021  | Jonatan & Hanna | 22    |
| 46      | tisdag 16 november 2021  | Petrina & Olle  | 15    |
| 46      | tisdag 16 november 2021  | Micke & Gry     | 19    |
| 47      | onsdag 17 november 2021  | ”Ankan” & Annie | 17    |
| 47      | onsdag 17 november 2021  | Anne & Anders   | 14    |
| 48      | torsdag 18 november 2021 | Jonatan & Hanna | 27    |
| 48      | torsdag 18 november 2021 | Petrina & Olle  | 14    |
| 49      | måndag 22 november 2021  | ”Ankan” & Annie | 16    |
| 49      | måndag 22 november 2021  | Jonatan & Hanna | 17    |
| 50      | tisdag 23 november 2021  | Linnea & Gert   | 13    |
| 50      | tisdag 23 november 2021  | Anne & Anders   | 22    |
| 51      | onsdag 24 november 2021  | Petrina & Olle  | 21    |
| 51      | onsdag 24 november 2021  | ”Ankan” & Annie | 19    |
| 52      | torsdag 25 november 2021 | Anne & Anders   | 23    |
| 52      | torsdag 25 november 2021 | Jonatan & Hanna | 27    |
| 53      | måndag 29 november 2021  | Jonatan & Hanna | 25    |
| 53      | måndag 29 november 2021  | Ebba & Olof     | 23    |
| 54      | tisdag 30 november 2021  | ”Ankan” & Annie | 17    |
| 54      | tisdag 30 november 2021  | David & Anna    | 21    |
| 55      | onsdag 1 december 2021   | Micke & Gry     | 19    |
| 55      | onsdag 1 december 2021   | Jonatan & Hanna | 27    |
| 56      | torsdag 2 december 2021  | Micke & Gry     | 23    |
| 56      | torsdag 2 december 2021  | ”Ankan” & Annie | 22    |

Slutspel
|  | Kvartsfinal | Kvartsfinal                               | Kvartsfinal   |                                     |               | Semifinal                           | Semifinal | Semifinal |  |  | Final | Final | Final |  |
|  |             |                                           |               |                                     |               |                                     |           |           |  |  |       |       |       |  |
|  | Grupp 2 4   | Gry Forssell & Mikael Tornving            | 22            |                                     |               |                                     |           |           |  |  |       |       |       |  |
|  | Grupp 2 4   | Gry Forssell & Mikael Tornving            | 22            |                                     |               |                                     |           |           |  |  |       |       |       |  |
|  | Grupp 1 1   | Johar Bendjelloul & Alexandra Pascalidou  | 20            |                                     |               |                                     |           |           |  |  |       |       |       |  |
|  | Grupp 1 1   | Johar Bendjelloul & Alexandra Pascalidou  | 20            |                                     | Kvartsfinal 1 | Gry Forssell & Mikael Tornving      | 16        |           |  |  |       |       |       |  |
|  |             |                                           |               |                                     | Kvartsfinal 1 | Gry Forssell & Mikael Tornving      | 16        |           |  |  |       |       |       |  |
|  |             |                                           | Kvartsfinal 4 | Olof Lundh & Ebba Kleberg von Sydow | 19            |                                     |           |           |  |  |       |       |       |  |
|  | Grupp 1 3   | Nina Persson & John Ajvide Lindqvist      | Kvartsfinal 4 | Olof Lundh & Ebba Kleberg von Sydow | 19            | 14                                  |           |           |  |  |       |       |       |  |
|  | Grupp 1 3   | Nina Persson & John Ajvide Lindqvist      |               |                                     |               |                                     |           |           |  |  |       |       |       |  |
|  | Grupp 2 2   | Olof Lundh & Ebba Kleberg von Sydow       | 15            |                                     |               |                                     |           |           |  |  |       |       |       |  |
|  | Grupp 2 2   | Olof Lundh & Ebba Kleberg von Sydow       | 15            |                                     | Semifinal 1   | Olof Lundh & Ebba Kleberg von Sydow | 34        |           |  |  |       |       |       |  |
|  |             |                                           |               |                                     |               |                                     |           |           |  |  |       |       |       |  |
|  |             |                                           | Semifinal 2   | Jonatan Unge & Hanna Hellquist      | 42            |                                     |           |           |  |  |       |       |       |  |
|  | Grupp 2 3   | David Batra & Anna Kinberg Batra          | Semifinal 2   | Jonatan Unge & Hanna Hellquist      | 42            | 19                                  |           |           |  |  |       |       |       |  |
|  | Grupp 2 3   | David Batra & Anna Kinberg Batra          |               |                                     |               |                                     |           |           |  |  |       |       |       |  |
|  | Grupp 1 2   | Josefin Johansson & Jesper Rönndahl       | 18            |                                     |               |                                     |           |           |  |  |       |       |       |  |
|  | Grupp 1 2   | Josefin Johansson & Jesper Rönndahl       | 18            |                                     | Kvartsfinal 2 | David Batra & Anna Kinberg Batra    | 14        |           |  |  |       |       |       |  |
|  |             |                                           |               |                                     | Kvartsfinal 2 | David Batra & Anna Kinberg Batra    | 14        |           |  |  |       |       |       |  |
|  |             |                                           | Kvartsfinal 3 | Jonatan Unge & Hanna Hellquist      | 22            |                                     |           |           |  |  |       |       |       |  |
|  | Grupp 1 4   | Erik ”Jerka” Johansson & Karin Pettersson | Kvartsfinal 3 | Jonatan Unge & Hanna Hellquist      | 22            | 23                                  |           |           |  |  |       |       |       |  |
|  | Grupp 1 4   | Erik ”Jerka” Johansson & Karin Pettersson |               |                                     |               |                                     |           |           |  |  |       |       |       |  |
|  | Grupp 2 1   | Jonatan Unge & Hanna Hellquist            | 24            |                                     |               |                                     |           |           |  |  |       |       |       |  |

### Säsong 7 – vår 2022
Grupp 1
| Plc. | Tävlande par                              | Vinster | Förluster |
| ---- | ----------------------------------------- | ------- | --------- |
| 1    | Olof Lundh och Ebba Kleberg von Sydow     | 6       | 1         |
| 2    | Annika Lantz och Johar Bendjelloul        | 5       | 2         |
| 3    | Bea Uusma och Magnus Betnér               | 4       | 3         |
| 4    | Ebba Witt-Brattström och Messiah Hallberg | 4       | 3         |
| 5    | Dominika Peczynski och Mårten Palme       | 4       | 3         |
| 6    | Katia Mosally och Harald Treutiger        | 2       | 5         |
| 7    | Mark Levengood och Pia Johansson          | 2       | 5         |
| 8    | Marianne Mörck och Claes Malmberg         | 0       | 7         |

Grupp 2
| Plc. | Tävlande par                           | Vinster | Förluster |
| ---- | -------------------------------------- | ------- | --------- |
| 1    | Hanna Hellquist och Jonatan Unge       | 6       | 1         |
| 2    | David Batra och Anna Kinberg Batra     | 5       | 2         |
| 3    | Jan Guillou och Alex Schulman          | 5       | 2         |
| 4    | Jenny Strömstedt och Niklas Strömstedt | 4       | 3         |
| 5    | Linnea Henriksson och Gert Wingårdh    | 3       | 4         |
| 6    | ”Ankan” Johansson och Emma Molin       | 3       | 4         |
| 7    | Clara Henry och Anders Jansson         | 1       | 6         |
| 8    | Cecilia Frode och Janne Josefsson      | 1       | 6         |

Slutspel
| Kvartsfinaler                             | Kvartsfinaler                          | Kvartsfinaler |
| ----------------------------------------- | -------------------------------------- | ------------- |
| Ebba Witt-Brattström och Messiah Hallberg | Hanna Hellqvist och Jonathan Unge      | 21 - 25       |
| Annika Lantz och Johar Bendjelloul        | Jan Guillou och Alex Schulman          | 23 - 21       |
| David Batra och Anna Kinberg Batra        | Bea Uusma och Magnus Betnér            | 23 - 22       |
| Olof Lundh och Ebba Kleberg von Sydow     | Jenny Strömstedt och Niklas Strömstedt | 22 - 20       |

| Semifinaler                        | Semifinaler                           | Semifinaler |
| ---------------------------------- | ------------------------------------- | ----------- |
| Annika Lantz och Johar Bendjelloul | Hanna Hellqvist och Jonathan Unge     | 30 - 22     |
| David Batra och Anna Kinberg Batra | Olof Lundh och Ebba Kleberg von Sydow | 20 - 17     |

| Final                              | Final                              | Final   |
| ---------------------------------- | ---------------------------------- | ------- |
| Annika Lantz och Johar Bendjelloul | David Batra och Anna Kinberg Batra | 47 - 43 |

### Säsong 8 – höst 2022
Grupp 1
| Plc. | Tävlande par                         | Vinster | Förluster |
| ---- | ------------------------------------ | ------- | --------- |
| 1    | Bea Uusma och Magnus Betnér          | 5       | 2         |
| 2    | Jonatan Unge och Hanna Hellquist     | 5       | 2         |
| 3    | Messiah Hallberg och Kajsa Grytt     | 5       | 2         |
| 4    | Kalle Lind och Ina Lundström         | 4       | 3         |
| 5    | Amie Bramme Sey och Markus Krunegård | 4       | 3         |
| 6    | Sanna Lundell och Anders Öfvergård   | 3       | 4         |
| 7    | Niklas Källner och Amanda Ooms       | 2       | 5         |
| 8    | Clara Henry och Tony Irving          | 0       | 7         |

Grupp 2
| Plc. | Tävlande par                           | Vinster | Förluster |
| ---- | -------------------------------------- | ------- | --------- |
| 1    | Johar Bendjelloul och Annika Lantz     | 6       | 1         |
| 2    | Ebba Kleberg von Sydow och Olof Lundh  | 6       | 1         |
| 3    | Ola Söderholm och Emma Knyckare        | 5       | 2         |
| 4    | Magdalena Forsberg och Martin Schibbye | 3       | 4         |
| 5    | Elsa Billgren och Ernst Billgren       | 3       | 4         |
| 6    | Henrik Larsson och Henrik Johnsson     | 3       | 4         |
| 7    | Sven-Göran Eriksson och Lina Thomsgård | 2       | 5         |
| 8    | Dilba Demirbag och Leif Andrée         | 0       | 7         |

Slutspel
| Kvartsfinaler                         | Kvartsfinaler                          | Kvartsfinaler |
| ------------------------------------- | -------------------------------------- | ------------- |
| Jonathan Unge och Hanna Hellqvist     | Ola Söderholm och Emma Knyckare        | 25 - 24       |
| Johar Bendjelloul och Annika Lantz    | Kalle Lind och Ina Lundström           | 27 - 18       |
| Bea Uusma och Magnus Betnér           | Magdalena Forsberg och Martin Schibbye | 29 - 23       |
| Ebba Kleberg von Sydow och Olof Lundh | Messiah Hallberg och Kajsa Grytt       | 24 - 20       |

| Semifinaler                       | Semifinaler                           | Semifinaler |
| --------------------------------- | ------------------------------------- | ----------- |
| Jonathan Unge och Hanna Hellqvist | Johar Bendjelloul och Annika Lantz    | 23 - 25     |
| Bea Uusma och Magnus Betnér       | Ebba Kleberg von Sydow och Olof Lundh | 23 - 27     |

| Final                              | Final                                 | Final                      |
| ---------------------------------- | ------------------------------------- | -------------------------- |
| Johar Bendjelloul och Annika Lantz | Ebba Kleberg von Sydow och Olof Lundh | 60 - 61 efter utslagsfråga |

Finalen hölls i Avicii arena, dvs Globen, den 9 december 2022 inför cirka 10 000 åskådare. Den visades i TV den 14 och 15 december. 
Ebba Kleberg von Sydow och Olof Lundh vann finalen på utslagsfråga.

### Säsong 9 – vår 2023
Säsong 9 började sändas 30 januari.
Grupp 1
| Plc. | Tävlande par                                | Vinster | Förluster |
| ---- | ------------------------------------------- | ------- | --------- |
| 1    | Erik Haag och Lotta Lundgren                | 7       | 0         |
| 2    | Emma Knyckare och Ola Söderholm             | 5       | 2         |
| 3    | Kristoffer Appelquist och Lina Thomsgård    | 5       | 2         |
| 4    | Linnéa Wikblad och Henrik Torehammar        | 4       | 3         |
| 5    | Jan Gradvall och Eva Hamilton               | 2       | 5         |
| 6    | Pontus Gårdinger och Lina Axelsson Kihlblom | 2       | 5         |
| 7    | Erica Johansson och Tobias Blom             | 2       | 5         |
| 8    | Elin Ek och Dregen                          | 1       | 6         |

Grupp 2
| Plc. | Tävlande par                            | Vinster | Förluster |
| ---- | --------------------------------------- | ------- | --------- |
| 1    | Jennifer Kücükaslan och Erik Blix       | 7       | 0         |
| 2    | Olof Lundh och Ebba Kleberg von Sydow   | 6       | 1         |
| 3    | Thomas Petersson och Tara Moshizi       | 4       | 3         |
| 4    | Tom Sjöstedt och Erik "Jerka" Johansson | 4       | 3         |
| 5    | Johan Rabaeus och Camilla Thulin        | 3       | 4         |
| 6    | Elsa Billgren och Ernst Billgren        | 2       | 5         |
| 7    | Mischa Billing och Martin Melin         | 1       | 6         |
| 8    | Reuben Sallmander och Ylva Hällen       | 1       | 6         |

Slutspel
| Kvartsfinaler                            | Kvartsfinaler                           | Kvartsfinaler              |
| ---------------------------------------- | --------------------------------------- | -------------------------- |
| Linnéa Wikblad och Henrik Torehammar     | Jennifer Kücükaslan och Erik Blix       | 20 - 25                    |
| Emma Knyckare och Ola Söderholm          | Thomas Petersson och Tara Moshizi       | 23 - 19                    |
| Kristoffer Appelquist och Lina Thomsgård | Olof Lundh och Ebba Kleberg von Sydow   | 21 - 22 efter utslagsfråga |
| Erik Haag och Lotta Lundgren             | Tom Sjöstedt och Erik "Jerka" Johansson | 21 - 15                    |

| Semifinaler                           | Semifinaler                     | Semifinaler                |
| ------------------------------------- | ------------------------------- | -------------------------- |
| Olof Lundh och Ebba Kleberg von Sydow | Erik Haag och Lotta Lundgren    | 24 - 25 efter utslagsfråga |
| Jennifer Kücükaslan och Erik Blix     | Emma Knyckare och Ola Söderholm | 25 - 26 efter utslagsfråga |

| Final                           | Final                        | Final   |
| ------------------------------- | ---------------------------- | ------- |
| Emma Knyckare och Ola Söderholm | Erik Haag och Lotta Lundgren | 40 - 43 |

### Säsong 10 – höst 2023
Säsong 10 var en så kallad All Star-säsong, där enbart par från tidigare säsonger deltog.
Började sändas den 4 september
Grupp 1
| Plc. | Tävlande par                            | Vinster | Förluster |
| ---- | --------------------------------------- | ------- | --------- |
| 1    | Bea Uusma och Magnus Betnér             | 7       | 0         |
| 2    | Johar Bendjelloul och Annika Lantz      | 6       | 1         |
| 3    | Emma Molin och Markus Krunegård         | 4       | 3         |
| 4    | Emma Knyckare och Ola Söderholm         | 4       | 3         |
| 5    | Jonatan Unge och Hanna Hellquist        | 3       | 4         |
| 6    | Tom Sjöstedt och Erik "Jerka" Johansson | 2       | 5         |
| 7    | Peter Magnusson och Christine Meltzer   | 2       | 5         |
| 8    | Janne Josefsson och Cecilia Frode       | 0       | 7         |

Grupp 2
| Plc. | Tävlande par                             | Vinster | Förluster |
| ---- | ---------------------------------------- | ------- | --------- |
| 1    | Erik Haag och Lotta Lundgren             | 6       | 1         |
| 2    | Olof Lundh och Ebba Kleberg von Sydow    | 5       | 2         |
| 3    | Kristoffer Appelquist och Lina Thomsgård | 5       | 2         |
| 4    | Jesper Rönndahl och Josefin Johansson    | 4       | 3         |
| 5    | Jennifer Kücükaslan och Erik Blix        | 4       | 3         |
| 6    | Linnéa Wikblad och Henrik Torehammar     | 3       | 4         |
| 7    | Gert Wingårdh och Linnea Henriksson      | 1       | 6         |
| 8    | Henrik Larsson och Henrik Johnsson       | 0       | 7         |

Slutspel
| Kvartsfinaler                      | Kvartsfinaler                            | Kvartsfinaler |
| ---------------------------------- | ---------------------------------------- | ------------- |
| Johar Bendjelloul och Annika Lantz | Kristoffer Appelquist och Lina Thomsgård | 26-21         |
| Emma Knyckare och Ola Söderholm    | Erik Haag och Lotta Lundgren             | 26-29         |
| Bea Uusma och Magnus Betnér        | Jesper Rönndahl och Josefin Johansson    | 18-25         |
| Emma Molin och Markus Krunegård    | Olof Lundh och Ebba Kleberg von Sydow    | 17-21         |

| Semifinaler                           | Semifinaler                           | Semifinaler              |
| ------------------------------------- | ------------------------------------- | ------------------------ |
| Jesper Rönndahl och Josefin Johansson | Olof Lundh och Ebba Kleberg von Sydow | 26-27 efter utslagsfråga |
| Johar Bendjelloul och Annika Lantz    | Erik Haag och Lotta Lundgren          | 23-21                    |

| Final                                 | Final                              | Final                    |
| ------------------------------------- | ---------------------------------- | ------------------------ |
| Olof Lundh och Ebba Kleberg von Sydow | Johar Bendjelloul och Annika Lantz | 47-48 efter utslagsfråga |

### Säsong 11 – vår 2024
Säsong 11 var en så kallad "Swinger"-säsong med partnerbyte, där deltagare från tidigare säsonger parades ihop i nya lag och blev rivaler till sina forna lagkamrater.
Började sändas 5 februari
Grupp 1
| Plc. | Tävlande par                          | Vinster | Förluster |
| ---- | ------------------------------------- | ------- | --------- |
| 1    | Erik Haag och Ebba Kleberg von Sydow  | 6       | 1         |
| 2    | Ola Söderholm och Karin Magnusson     | 6       | 1         |
| 3    | Olof Lundh och Lotta Lundgren         | 5       | 2         |
| 4    | Magnus Betnér och Jennifer Kücükaslan | 4       | 3         |
| 5    | Andrev Walden och Lina Thomsgård      | 3       | 4         |
| 6    | Gustaf Hammarsten och Gry Forsell     | 3       | 4         |
| 7    | Rickard Olsson och Claes Malmberg     | 1       | 6         |
| 8    | Emma Knyckare och Jonatan Unge        | 0       | 7         |

Grupp 2
| Plc. | Tävlande par                            | Vinster | Oavgjorda | Förluster |
| ---- | --------------------------------------- | ------- | --------- | --------- |
| 1    | Nina Persson och Messiah Hallberg       | 6       | 1         | 0         |
| 2    | Emma Molin och Johar Bendjelloul        | 5       | 0         | 2         |
| 3    | Babben Larsson och David Sundin         | 4       | 1         | 2         |
| 4    | Jenny Strömstedt och Henrik Johnsson    | 4       | 0         | 3         |
| 5    | Josefin Johansson och Bea Uusma         | 3       | 0         | 4         |
| 6    | Anders Lundin och Linnéa Wikblad        | 3       | 0         | 4         |
| 7    | Kristoffer Appelquist och Tara Moshizi  | 1       | 0         | 6         |
| 8    | Tom Sjöstedt och Erik "Jerka" Johansson | 1       | 0         | 6         |

Slutspel
| Kvartsfinaler                         | Kvartsfinaler                        | Kvartsfinaler            |
| ------------------------------------- | ------------------------------------ | ------------------------ |
| Ola Söderholm och Karin Magnusson     | Babben Larsson och David Sundin      | 18-20                    |
| Erik Haag och Ebba Kleberg von Sydow  | Jenny Strömstedt och Henrik Johnsson | 23-15                    |
| Olof Lundh och Lotta Lundgren         | Emma Molin och Johar Bendjelloul     | 31-30 efter utslagsfråga |
| Magnus Betnér och Jennifer Kücükaslan | Nina Persson och Messiah Hallberg    | 24-23                    |

| Semifinaler                     | Semifinaler                           | Semifinaler |
| ------------------------------- | ------------------------------------- | ----------- |
| Babben Larsson och David Sundin | Erik Haag och Ebba Kleberg von Sydow  | 21-28       |
| Olof Lundh och Lotta Lundgren   | Magnus Betnér och Jennifer Kücükaslan | 25-26       |

| Final                                | Final                                 | Final |
| ------------------------------------ | ------------------------------------- | ----- |
| Erik Haag och Ebba Kleberg von Sydow | Magnus Betnér och Jennifer Kücükaslan | 40-39 |

### Säsong 12 – vår 2025
Säsong 12 var en så kallad "Allstar"-säsong där profilerade deltagare från tidigare säsonger själva fick välja sin medtävlare. Avsnitten började spelas in i september 2024 men kanal 5 ändrade sin innehållsstrategi och sköt upp visning till våren 2025, med start 3 februari. Sändningstiden 22.00 ändrades till 19.00, med repris på gamla sändningstiden 22.00.
Grupp 1
| Plc. | Tävlande par                              | Vinster | Förluster | Poäng |       | Jonas & Johanna | Jennifer & Jonas | Ebba & Thomas | Jerka & Tom | Linnea & Christopher | Edward & Mia | Ina & Wil | Janne & Henry |
| ---- | ----------------------------------------- | ------- | --------- | ----- | ----- | --------------- | ---------------- | ------------- | ----------- | -------------------- | ------------ | --------- | ------------- |
| 1    | Jonas Eriksson och Johanna Ojala          | 5       | 2         | 137   | X     | V: 22           | V: 18            | F: 20         | F: 22       | V: 18                | V: 17        | V: 20     |               |
| 2    | Jennifer Kücükaslan och Jonas Olsson      | 5       | 2         | 142   | F: 20 | X               | V: 24            | V: 17         | F: 20       | V: 17                | V: 23        | V: 23     |               |
| 3    | Ebba Kleberg von Sydow och Thomas Matsson | 5       | 2         | 118   | F: 15 | F: 11           | X                | V: 16         | V: 20       | V: 23                | V: 18        | V: 15     |               |
| 4    | Erik "Jerka" Johansson och Tom Sjöstedt   | 5       | 2         | 138   | V: 21 | F: 16           | F: 14            | X             | V: 16       | V: 25                | V: 20        | V: 26     |               |
| 5    | Linnea Wikblad och Christopher Garplind   | 4       | 3         | 131   | V: 24 | V: 23           | F: 18            | F: 11         | X           | V: 18                | F: 19        | V: 18     |               |
| 6    | Edward Blom och Mia Parnevik              | 2       | 5         | 102   | F: 13 | F: 15           | F: 16            | F: 8          | F: 14       | X                    | V: 21        | V: 15     |               |
| 7    | Ina Lundström och Wil Burghoorn           | 2       | 5         | 127   | F: 14 | F: 22           | F: 16            | F: 13         | V: 25       | F: 14                | X            | V: 23     |               |
| 8    | Janne Josefsson och Henry Bronett         | 0       | 7         | 63    | F: 4  | F: 6            | F: 4             | F: 14         | F: 10       | F: 14                | F: 11        | X         |               |

Grupp 2
| Plc. | Tävlande par                                       | Vinster | Förluster | Poäng |       | Olof & Gusten | Lina & Henrik | Ola & Malin | Claes & Nicholas | Christine & Johan | Jenny & Ebba | Alex & Tobias | Amanda & Caroline |
| ---- | -------------------------------------------------- | ------- | --------- | ----- | ----- | ------------- | ------------- | ----------- | ---------------- | ----------------- | ------------ | ------------- | ----------------- |
| 1    | Olof Lundh och Gusten Dahlin                       | 7       | 0         | 173   | X     | V: 22         | V: 27         | V: 17       | V: 29            | V: 27             | V: 31        | V: 20         |                   |
| 2    | Lina Thomsgård och Henrik Brandão Jönsson          | 5       | 2         | 129   | F: 13 | X             | V: 15         | F: 26       | V: 16            | V: 20             | V: 17        | V: 22         |                   |
| 3    | Ola Söderholm och Malin Persson-Giolito            | 5       | 2         | 144   | F: 19 | F: 12         | X             | V: 19       | V: 20            | V: 25             | V: 20        | V: 29         |                   |
| 4    | Claes Malmberg och Nicholas Malmberg               | 4       | 3         | 128   | F: 16 | V: 28         | F: 13         | X           | F: 17            | V: 19             | V: 20        | V: 15         |                   |
| 5    | Christine Meltzer och Johan Meltzer                | 3       | 4         | 110   | F: 21 | F: 12         | F: 12         | V: 20       | X                | V: 19             | F: 8         | V: 18         |                   |
| 6    | Jenny Strömstedt och Ebba de Faire                 | 2       | 5         | 114   | F: 17 | F: 18         | F: 14         | F: 13       | F: 11            | X                 | V: 22        | V: 19         |                   |
| 7    | Alex Schulman och Tobias Sahlin                    | 2       | 4         | 115   | F: 19 | F: 16         | F: 18         | F: 14       | V: 13            | F: 15             | X            | V: 20         |                   |
| 8    | Amanda Schulman och Caroline Ringskog Ferrada-Noli | 0       | 7         | 108   | F: 18 | F: 13         | F: 16         | F: 13       | F: 17            | F: 15             | F: 16        | X             |                   |

Slutspel
|  | Kvartsfinal                             | Kvartsfinal                             | Kvartsfinal                             |                                         |                                       | Semifinal                             | Semifinal | Semifinal |  |  | Final | Final | Final |  |
|  |                                         |                                         |                                         |                                         |                                       |                                       |           |           |  |  |       |       |       |  |
|  | Olof Lundh & Gusten Dahlin              | Olof Lundh & Gusten Dahlin              | 20                                      |                                         |                                       |                                       |           |           |  |  |       |       |       |  |
|  | Olof Lundh & Gusten Dahlin              | Olof Lundh & Gusten Dahlin              | 20                                      |                                         |                                       |                                       |           |           |  |  |       |       |       |  |
|  | Erik "Jerka" Johansson & Tom Sjöstedt   | Erik "Jerka" Johansson & Tom Sjöstedt   | 10                                      |                                         |                                       |                                       |           |           |  |  |       |       |       |  |
|  | Erik "Jerka" Johansson & Tom Sjöstedt   | Erik "Jerka" Johansson & Tom Sjöstedt   | 10                                      |                                         | Olof Lundh & Gusten Dahlin            | Olof Lundh & Gusten Dahlin            | 16        |           |  |  |       |       |       |  |
|  |                                         |                                         |                                         |                                         | Olof Lundh & Gusten Dahlin            | Olof Lundh & Gusten Dahlin            | 16        |           |  |  |       |       |       |  |
|  |                                         |                                         | Ebba Kleberg von Sydow & Thomas Matsson | Ebba Kleberg von Sydow & Thomas Matsson | 15                                    |                                       |           |           |  |  |       |       |       |  |
|  | Ebba Kleberg von Sydow & Thomas Matsson | Ebba Kleberg von Sydow & Thomas Matsson | Ebba Kleberg von Sydow & Thomas Matsson | Ebba Kleberg von Sydow & Thomas Matsson | 15                                    | 20                                    |           |           |  |  |       |       |       |  |
|  | Ebba Kleberg von Sydow & Thomas Matsson | Ebba Kleberg von Sydow & Thomas Matsson |                                         |                                         |                                       |                                       |           |           |  |  |       |       |       |  |
|  | Lina Thomsgård & Henrik Brandão Jönsson | Lina Thomsgård & Henrik Brandão Jönsson | 18                                      |                                         |                                       |                                       |           |           |  |  |       |       |       |  |
|  | Lina Thomsgård & Henrik Brandão Jönsson | Lina Thomsgård & Henrik Brandão Jönsson | 18                                      |                                         | Ola Söderholm & Malin Persson-Giolito | Ola Söderholm & Malin Persson-Giolito | 36        |           |  |  |       |       |       |  |
|  |                                         |                                         |                                         |                                         |                                       |                                       |           |           |  |  |       |       |       |  |
|  |                                         |                                         | Olof Lundh & Gusten Dahlin              | Olof Lundh & Gusten Dahlin              | 32                                    |                                       |           |           |  |  |       |       |       |  |
|  | Claes Malmberg & Nicholas Malmberg      | Claes Malmberg & Nicholas Malmberg      | Olof Lundh & Gusten Dahlin              | Olof Lundh & Gusten Dahlin              | 32                                    | 15                                    |           |           |  |  |       |       |       |  |
|  | Claes Malmberg & Nicholas Malmberg      | Claes Malmberg & Nicholas Malmberg      |                                         |                                         |                                       |                                       |           |           |  |  |       |       |       |  |
|  | Jonas Eriksson & Johanna Ojala          | Jonas Eriksson & Johanna Ojala          | 25                                      |                                         |                                       |                                       |           |           |  |  |       |       |       |  |
|  | Jonas Eriksson & Johanna Ojala          | Jonas Eriksson & Johanna Ojala          | 25                                      |                                         | Jonas Eriksson & Johanna Ojala        | Jonas Eriksson & Johanna Ojala        | 18        |           |  |  |       |       |       |  |
|  |                                         |                                         |                                         |                                         | Jonas Eriksson & Johanna Ojala        | Jonas Eriksson & Johanna Ojala        | 18        |           |  |  |       |       |       |  |
|  |                                         |                                         | Ola Söderholm & Malin Persson-Giolito   | Ola Söderholm & Malin Persson-Giolito   | 26                                    |                                       |           |           |  |  |       |       |       |  |
|  | Ola Söderholm & Malin Persson-Giolito   | Ola Söderholm & Malin Persson-Giolito   | Ola Söderholm & Malin Persson-Giolito   | Ola Söderholm & Malin Persson-Giolito   | 26                                    | 25                                    |           |           |  |  |       |       |       |  |
|  | Ola Söderholm & Malin Persson-Giolito   | Ola Söderholm & Malin Persson-Giolito   |                                         |                                         |                                       |                                       |           |           |  |  |       |       |       |  |
|  | Jennifer Kücükaslan & Jonas Olsson      | Jennifer Kücükaslan & Jonas Olsson      | 24                                      |                                         |                                       |                                       |           |           |  |  |       |       |       |  |

## Lista över deltagare
Till och med säsong 12 har 176 personer deltagit i tävlingen.
Olof Lundh har deltagit alla 12 säsonger. Därefter Ebba Kleberg von Sydow med 10 säsonger, Hanna Hellquist och Erik "Jerka" Johansson med 8 säsonger.
| Deltagare                      | Säsong | Säsong | Säsong | Säsong | Säsong | Säsong | Säsong | Säsong | Säsong | Säsong | Säsong | Säsong |
| ------------------------------ | ------ | ------ | ------ | ------ | ------ | ------ | ------ | ------ | ------ | ------ | ------ | ------ |
| -                              | 1      | 2      | 3      | 4      | 5      | 6      | 7      | 8      | 9      | 10     | 11     | 12     |
| Erik ”Jerka” Johansson         | x      | x      |        |        | x      | x      |        |        | x      | x      | x      | x      |
| Emma Molin                     | x      | x      | x      | x      |        |        | x      |        |        | x      | x      |        |
| Ebbot Lundberg                 | x      | x      |        |        |        |        |        |        |        |        |        |        |
| Hanna Hellquist                | x      | x      | x      |        | x      | x      | x      | x      |        | x      |        |        |
| Martina Haag                   | x      | x      |        |        |        |        |        |        |        |        |        |        |
| Olof Lundh                     | x      | x      | x      | x      | x      | x      | x      | x      | x      | x      | x      | x      |
| Alexander Kronlund             | x      |        |        | x      |        |        |        |        |        |        |        |        |
| Åsa Linderborg                 | x      |        |        |        |        |        |        |        |        |        |        |        |
| Rickard Olsson                 | x      | x      |        |        |        |        |        |        |        |        | x      |        |
| Emma Frans                     | x      |        |        |        |        |        |        |        |        |        |        |        |
| Alex Schulman                  | x      | x      |        | x      |        |        | x      |        |        |        |        | x      |
| Amanda Schulman                | x      | x      |        |        |        |        |        |        |        |        |        | x      |
| Camilla Läckberg               | x      |        |        |        |        |        |        |        |        |        |        |        |
| Christina Saliba               | x      |        |        |        |        |        |        |        |        |        |        |        |
| Jonas Eriksson                 |        | x      |        |        |        |        |        |        |        |        |        | x      |
| Dominika Peczynski             |        | x      |        |        |        | x      | x      |        |        |        |        |        |
| David Sundin                   |        | x      |        |        |        |        |        |        |        |        | x      |        |
| Suzanne Axell                  |        | x      | x      |        |        |        |        |        |        |        |        |        |
| Maria Wetterstrand             |        | x      |        |        |        |        |        |        |        |        |        |        |
| Pontus Gårdinger               |        | x      | x      |        |        |        |        |        | x      |        |        |        |
| Gry Forsell                    |        | x      | x      | x      | x      | x      |        |        |        |        | x      |        |
| Tomas Bodström                 |        | x      |        |        |        |        |        |        |        |        |        |        |
| Hasse Aro                      |        | x      |        |        |        |        |        |        |        |        |        |        |
| Karin Magnusson                |        | x      | x      | x      |        |        |        |        |        |        | x      |        |
| Janne Josefsson                |        | x      | x      | x      | x      |        | x      |        |        | x      |        | x      |
| Cecilia Frode                  |        | x      | x      | x      | x      |        | x      |        |        | x      |        |        |
| E-Type                         |        | x      |        |        |        |        |        |        |        |        |        |        |
| Linnea Wikblad                 |        | x      |        |        |        |        |        |        | x      | x      | x      | x      |
| Claes Elfsberg                 |        | x      |        |        |        |        |        |        |        |        |        |        |
| Klara Doktorow                 |        | x      |        |        |        |        |        |        |        |        |        |        |
| Mikael Sandström               |        | x      |        |        |        |        |        |        |        |        |        |        |
| Titti Schultz                  |        | x      |        |        |        |        |        |        |        |        |        |        |
| Özz Nujen                      |        | x      |        |        | x      |        |        |        |        |        |        |        |
| Hanna Dorsin                   |        | x      |        |        |        | x      |        |        |        |        |        |        |
| Edward Blom                    |        | x      |        |        |        |        |        |        |        |        |        | x      |
| Karin Laserow                  |        | x      |        |        |        |        |        |        |        |        |        |        |
| Peter Magnusson                |        | x      | x      | x      |        |        |        |        |        | x      |        |        |
| Ebba Kleberg von Sydow         |        |        | x      | x      | x      | x      | x      | x      | x      | x      | x      | x      |
| Sven Melander                  |        |        | x      |        |        |        |        |        |        |        |        |        |
| Lars Lerin                     |        |        | x      |        |        |        |        |        |        |        |        |        |
| Anders Lundin                  |        |        | x      | x      |        | x      |        |        |        |        | x      |        |
| Christine Meltzer              |        |        | x      | x      |        |        |        |        |        | x      |        | x      |
| Nisse Hallberg                 |        |        | x      |        |        |        |        |        |        |        |        |        |
| Caroline Winberg               |        |        | x      |        |        |        |        |        |        |        |        |        |
| Kalle Moraeus                  |        |        | x      |        |        |        |        |        |        |        |        |        |
| Kakan Hermansson               |        |        | x      | x      | x      |        |        |        |        |        |        |        |
| Mikael Tornving                |        |        | x      | x      | x      | x      |        |        |        |        |        |        |
| Lotta Lundgren                 |        |        | x      | x      |        |        |        |        | x      | x      | x      |        |
| Erik Haag                      |        |        | x      | x      |        |        |        |        | x      | x      | x      |        |
| Sigge Eklund                   |        |        | x      |        |        |        |        |        |        |        |        |        |
| Lina Thomsgård                 |        |        | x      | x      |        |        |        | x      | x      | x      | x      | x      |
| Edward af Sillén               |        |        | x      |        |        |        |        |        |        |        |        |        |
| Kattis Ahlström                |        |        | x      |        |        |        |        |        |        |        |        |        |
| Jessika Gedin                  |        |        | x      |        |        |        |        |        |        |        |        |        |
| Kodjo Akolor                   |        |        | x      |        |        |        |        |        |        |        |        |        |
| Robin Paulsson                 |        |        | x      |        |        |        |        |        |        |        |        |        |
| Marika Carlsson                |        |        | x      |        |        |        |        |        |        |        |        |        |
| William Spetz                  |        |        | x      |        |        |        |        |        |        |        |        |        |
| Anna Granath                   |        |        | x      |        |        |        |        |        |        |        |        |        |
| Markus Krunegård               |        |        |        | x      |        |        |        | x      |        | x      |        |        |
| Klas Åhlund                    |        |        |        | x      |        |        |        |        |        |        |        |        |
| Sarah Dawn Finer               |        |        |        | x      |        |        |        |        |        |        |        |        |
| Peter Settman                  |        |        |        | x      |        |        |        |        |        |        |        |        |
| Annika Lantz                   |        |        |        | x      |        |        | x      | x      |        | x      |        |        |
| Björn Ranelid                  |        |        |        | x      |        |        |        |        |        |        |        |        |
| Amie Bramme Sey                |        |        |        | x      |        |        |        | x      |        |        |        |        |
| Tareq Taylor                   |        |        |        | x      |        |        |        |        |        |        |        |        |
| Per Morberg                    |        |        |        | x      |        |        |        |        |        |        |        |        |
| Liza Morberg                   |        |        |        | x      |        |        |        |        |        |        |        |        |
| Jan Guillou                    |        |        |        | x      |        |        | x      |        |        |        |        |        |
| Nike Nylander                  |        |        |        | x      |        |        |        |        |        |        |        |        |
| Anders Holmberg                |        |        |        | x      |        |        |        |        |        |        |        |        |
| Jonas Gardell                  |        |        |        | x      | x      |        |        |        |        |        |        |        |
| Josefin Johansson              |        |        |        | x      | x      | x      |        |        |        | x      | x      |        |
| Jesper Rönndahl                |        |        |        |        | x      | x      |        |        |        | x      |        |        |
| Niklas Strömstedt              |        |        |        |        | x      |        | x      |        |        |        |        |        |
| Jenny Strömstedt               |        |        |        |        | x      |        | x      |        |        |        | x      | x      |
| Jonatan Unge                   |        |        |        |        | x      | x      | x      | x      |        | x      | x      |        |
| Liv Mjönes                     |        |        |        |        | x      | x      |        |        |        |        |        |        |
| Gustaf Hammarsten              |        |        |        |        | x      | x      |        |        |        |        | x      |        |
| Gudrun Schyman                 |        |        |        |        | x      |        |        |        |        |        |        |        |
| Staffan Lindeborg              |        |        |        |        | x      |        |        |        |        |        |        |        |
| Sarah Sjöström                 |        |        |        |        | x      |        |        |        |        |        |        |        |
| Anne Lundberg                  |        |        |        |        | x      | x      |        |        |        |        |        |        |
| Måns Nilsson                   |        |        |        |        | x      |        |        |        |        |        |        |        |
| Nina Persson                   |        |        |        |        | x      | x      |        |        |        |        | x      |        |
| John Ajvide Lindqvist          |        |        |        |        | x      | x      |        |        |        |        |        |        |
| Henrik Schyffert               |        |        |        |        | x      |        |        |        |        |        |        |        |
| Petrina Solange                |        |        |        |        | x      | x      |        |        |        |        |        |        |
| Jason Diakité                  |        |        |        |        | x      |        |        |        |        |        |        |        |
| Agneta Sjödin                  |        |        |        |        | x      |        |        |        |        |        |        |        |
| Markus Aujalay                 |        |        |        |        | x      |        |        |        |        |        |        |        |
| Marcus Birro                   |        |        |        |        | x      |        |        |        |        |        |        |        |
| Mona Sahlin                    |        |        |        |        | x      |        |        |        |        |        |        |        |
| Johar Bendjelloul              |        |        |        |        |        | x      | x      | x      |        | x      | x      |        |
| Alexandra Pascalidou           |        |        |        |        |        | x      |        |        |        |        |        |        |
| Karin Pettersson               |        |        |        |        |        | x      |        |        |        |        |        |        |
| Josefine Jinder                |        |        |        |        |        | x      |        |        |        |        |        |        |
| Pelle Almqvist                 |        |        |        |        |        | x      |        |        |        |        |        |        |
| Björn Kjellman                 |        |        |        |        |        | x      |        |        |        |        |        |        |
| David Batra                    |        |        |        |        |        | x      | x      |        |        |        |        |        |
| Anna Kinberg Batra             |        |        |        |        |        | x      | x      |        |        |        |        |        |
| Anders Jansson                 |        |        |        |        |        | x      | x      |        |        |        |        |        |
| Anders ”Ankan” Johansson       |        |        |        |        |        | x      | x      |        |        |        |        |        |
| Annie Reuterskiöld             |        |        |        |        |        | x      |        |        |        |        |        |        |
| Olle Sarri                     |        |        |        |        |        | x      |        |        |        |        |        |        |
| Gert Wingårdh                  |        |        |        |        |        | x      | x      |        |        | x      |        |        |
| Linnea Henriksson              |        |        |        |        |        | x      | x      |        |        | x      |        |        |
| Bea Uusma                      |        |        |        |        |        |        | x      | x      |        | x      | x      |        |
| Magnus Betnér                  |        |        |        |        |        |        | x      | x      |        | x      | x      |        |
| Ebba Witt-Brattström           |        |        |        |        |        |        | x      |        |        |        |        |        |
| Messiah Hallberg               |        |        |        |        |        |        | x      | x      |        |        | x      |        |
| Mårten Palme                   |        |        |        |        |        |        | x      |        |        |        |        |        |
| Katia Mosally                  |        |        |        |        |        |        | x      |        |        |        |        |        |
| Harald Treutiger               |        |        |        |        |        |        | x      |        |        |        |        |        |
| Mark Levengood                 |        |        |        |        |        |        | x      |        |        |        |        |        |
| Pia Johansson                  |        |        |        |        |        |        | x      |        |        |        |        |        |
| Marianne Mörck                 |        |        |        |        |        |        | x      |        |        |        |        |        |
| Claes Malmberg                 |        |        |        |        |        |        | x      |        |        |        | x      | x      |
| Clara Henry                    |        |        |        |        |        |        | x      | x      |        |        |        |        |
| Kajsa Grytt                    |        |        |        |        |        |        |        | x      |        |        |        |        |
| Kalle Lind                     |        |        |        |        |        |        |        | x      |        |        |        |        |
| Ina Lundström                  |        |        |        |        |        |        |        | x      |        |        |        | x      |
| Sanna Lundell                  |        |        |        |        |        |        |        | x      |        |        |        |        |
| Anders Öfvergård               |        |        |        |        |        |        |        | x      |        |        |        |        |
| Niklas Källner                 |        |        |        |        |        |        |        | x      |        |        |        |        |
| Amanda Ooms                    |        |        |        |        |        |        |        | x      |        |        |        |        |
| Tony Irving                    |        |        |        |        |        |        |        | x      |        |        |        |        |
| Ola Söderholm                  |        |        |        |        |        |        |        | x      | x      | x      | x      | x      |
| Emma Knyckare                  |        |        |        |        |        |        |        | x      | x      | x      | x      |        |
| Magdalena Forsberg             |        |        |        |        |        |        |        | x      |        |        |        |        |
| Martin Schibbye                |        |        |        |        |        |        |        | x      |        |        |        |        |
| Elsa Billgren                  |        |        |        |        |        |        |        | x      | x      |        |        |        |
| Ernst Billgren                 |        |        |        |        |        |        |        | x      | x      |        |        |        |
| Henrik Larsson                 |        |        |        |        |        |        |        | x      |        | x      |        |        |
| Henrik Johnsson                |        |        |        |        |        |        |        | x      |        | x      | x      |        |
| Sven-Göran Eriksson            |        |        |        |        |        |        |        | x      |        |        |        |        |
| Dilba Demirbag                 |        |        |        |        |        |        |        | x      |        |        |        |        |
| Leif Andrée                    |        |        |        |        |        |        |        | x      |        |        |        |        |
| Kristoffer Appelquist          |        |        |        |        |        |        |        |        | x      | x      | x      |        |
| Henrik Torehammar              |        |        |        |        |        |        |        |        | x      | x      |        |        |
| Jan Gradvall                   |        |        |        |        |        |        |        |        | x      |        |        |        |
| Eva Hamilton                   |        |        |        |        |        |        |        |        | x      |        |        |        |
| Lina Axelsson Kihlblom         |        |        |        |        |        |        |        |        | x      |        |        |        |
| Erica Johansson                |        |        |        |        |        |        |        |        | x      |        |        |        |
| Tobias Blom                    |        |        |        |        |        |        |        |        | x      |        |        |        |
| Elin Ek                        |        |        |        |        |        |        |        |        | x      |        |        |        |
| Dregen                         |        |        |        |        |        |        |        |        | x      |        |        |        |
| Jennifer Kücükaslan            |        |        |        |        |        |        |        |        | x      | x      | x      | x      |
| Erik Blix                      |        |        |        |        |        |        |        |        | x      | x      |        |        |
| Thomas Petersson               |        |        |        |        |        |        |        |        | x      |        |        |        |
| Tara Moshizi                   |        |        |        |        |        |        |        |        | x      |        | x      |        |
| Tom Sjöstedt                   |        |        |        |        |        |        |        |        | x      | x      | x      | x      |
| Johan Rabaeus                  |        |        |        |        |        |        |        |        | x      |        |        |        |
| Camilla Thulin                 |        |        |        |        |        |        |        |        | x      |        |        |        |
| Mischa Billing                 |        |        |        |        |        |        |        |        | x      |        |        |        |
| Martin Melin                   |        |        |        |        |        |        |        |        | x      |        |        |        |
| Reuben Sallmander              |        |        |        |        |        |        |        |        | x      |        |        |        |
| Ylva Hällen                    |        |        |        |        |        |        |        |        | x      |        |        |        |
| Andrev Walden                  |        |        |        |        |        |        |        |        |        |        | x      |        |
| Babben Larsson                 |        |        |        |        |        |        |        |        |        |        | x      |        |
| Jonas Olsson                   |        |        |        |        |        |        |        |        |        |        |        | x      |
| Mia Parnevik                   |        |        |        |        |        |        |        |        |        |        |        | x      |
| Wil Lundström                  |        |        |        |        |        |        |        |        |        |        |        | x      |
| Thomas Mattsson                |        |        |        |        |        |        |        |        |        |        |        | x      |
| Henry Bronett                  |        |        |        |        |        |        |        |        |        |        |        | x      |
| Christopher Garplind           |        |        |        |        |        |        |        |        |        |        |        | x      |
| Johanna Ojala                  |        |        |        |        |        |        |        |        |        |        |        | x      |
| Ebba de Faire                  |        |        |        |        |        |        |        |        |        |        |        | x      |
| Nicholas Malmberg              |        |        |        |        |        |        |        |        |        |        |        | x      |
| Johan Meltzer                  |        |        |        |        |        |        |        |        |        |        |        | x      |
| Caroline Ringskog Ferrada-Noli |        |        |        |        |        |        |        |        |        |        |        | x      |
| Gusten Dahlin                  |        |        |        |        |        |        |        |        |        |        |        | x      |
| Malin Persson Giolito          |        |        |        |        |        |        |        |        |        |        |        | x      |
| Tobias Sahlin                  |        |        |        |        |        |        |        |        |        |        |        | x      |
| Henrik Brandão Jönsson         |        |        |        |        |        |        |        |        |        |        |        | x      |

## Återkommande programpunkter

### Återkommande i varje program
Idiotfrågan
Lagen får en fråga som borde vara väldigt lätt, vilket gör att lagen ofta börjar tvivla på om det verkligen är rätt. Exempel på frågor: "Kan humrar dö naturligt?", "Snurrar jorden runt solen eller tvärtom?".
Om laget mot förmodan svarar fel, blir de av med tre poäng.
Under pressure
En deltagare i varje lag deltar. De får en och en komma ut på golvet och sätta sig i "heta stolen". Fredrik rabblar frågor inom något bestämt ämne i 45 sekunder. Deltagaren svarar eller säger pass om den inte kan frågan. Här kan laget samla ihop många poäng, ibland över 10 poäng.

### Mer eller mindre regelbundet återkommande
Några stycken av dessa programpunkter finns med i varje program.
+1
Lagen får svara på en "närmast vinner"-fråga. Laget som är närmst rätt svar, får förstärkning av en gäst i momentet. I de följande frågorna som också bygger på att "närmast vinner" har laget med förstärkning, förutom sitt eget svar, också gästens svar att tillgodoräkna. Gästen får inte höra vad lagen svarar.
1X2
Det ena laget får en fråga, där de förutom att gissa rätt svar, ska hitta på två ytterligare svarsalternativ. Det andra laget får sedan samma fråga, men med de svarsalternativ som det andra laget hittat på. Rätt svar döljer sig alltså bland svarsalternativen, så länge det första laget haft rätt svar. Om det andra laget inte tror något av alternativen är rätt, får de svara med ett annat svar.
AA-möte
Deltagarna sitter på "AA-möte" ute på golvet. Den som svarar på frågan reser sig upp och presenterar sig och vad den är (svaret på frågan). 
All möjlig skit enligt Lundh
Olof Lundh brukar döpa sina böcker med "enligt Lundh" i slutet, exempelvis "Allsvenskan enligt Lundh". Lagen får fyra bilder på saker. De ska svara vad de ser på bilderna och lägga till "enligt Lundh" efter. 
Barnbordet
Lagen kommer ut på golvet. En i vardera lag får sitta vid "barnbordet", respektive "vuxenbordet". De vid barnbordet får "barnfrågor" och de vid vuxenbordet får "vuxenfrågor".
Brandãobehandling
Lagen får fyra bilder på saker. De ska svara genom att lägga till "ão" som ändelse på sakerna. Exempelvis skulle Finland bli "Finlandão".
Drevet
Deltagarna står ute på golvet som om det vore presskonferens. När någon tror att lagkompisen kan svaret, trycker den på sin knapp. Då rusar ett gäng journalister fram med mikrofoner och kameror, och deltagaren måste svara direkt.
Dödskalendarium
Lagen får se bilder på människor, saker eller något annat som gått ur tiden, och sedan ange vilket år det skedde. Närmast får poängen.
Lever den jäveln?
Lagen ska gissa om en person eller en sak är vid liv eller inte finns med oss längre.
Järnridån
En ridå fälls ned mellan medlemmarna i de båda lagen. För att få poäng behöver lagmedlemmarna oberoende av varandra svara rätt på frågan. Svaren skrivs ned på en whiteboard-tavla.  
Ping-Pong
Ett moment där frågan likt en pingisboll studsar fram och tillbaka mellan burarna.
Båda lagen får en frågeställning där det finns flera rätta svar. Lagen svarar varannan gång. När någon svarar fel så förlorar det laget, det vinnande laget får 2 poäng.
Exempel på frågeställning: "Delstater i USA".
Skymningspyromanen
Deltagarna står runt ett bord på golvet, där "Skymningspyromanen" snurrar runt. Frågan är något med många möjliga svar, exempelvis "lag som vunnit SM-guld i fotboll" eller "filmer som hade premiär på 90-talet". När Skymningspyromanen stannar framför deltagaren ska den svara. Vid fel eller inget svar tänder Skymningspyromanen eld och deltagaren åker ut.
Synskadat klassrum
Alla deltagande tas ut ur burarna och placeras i klassiska skolbänkar med ögonbindel för ögonen och sedan ställs några frågor. Båda lagmedlemmarna måste räcka upp handen för att få svara och få poäng. Svarar man fel går poängen till det andra laget.
Tjôtify
Lagen får höra några olika röster, och gissa vems rösten är.
Vittneskonfrontation
Lagen får se fem bilder, där en av dem är det rätta svaret. Det kan exempelvis vara fem olika personer eller fem versioner av en logotyp.
När ni hör en fråga så måste ni blixtsnabbt bedöma om ni tror att någon i ert lag kan svaret på frågan, då räcker ni upp handen. Men ni får bara svara om ni båda räcker upp handerna. Svarar man fel går poängen till det andra laget.